# União Operária Nacional
A União Operária Nacional (UON) foi o primeira organização sindical, de âmbito nacional, criada pelos trabalhadores portugueses. Foi criada a 17 de Março de 1914, durante o Congresso Nacional Operário de Tomar, representando 103 sindicatos, 7 federações e 90.000 trabalhadores.

## A fundação da UON

### O Congresso de 1909 e a cisão
A história da fundação da UON remonta a 1909 e ao Congresso Nacional Operário, onde se organiza uma cisão sindical por parte dos partidários do sindicalismo revolucionário face à dominação sindical do Partido Socialista Português (PSP). As razões que levaram à cisão resultam da política colaboracionista do PSP com os governos e o patronato, assentes nas ideias do seu Congresso em 1902, que criavam fortes entraves à organização de greves. Além disso, segundo os ideais do sindicalismo revolucionário, o sindicato não deve ter qualquer filiação doutrinária, participação de organismo políticos e a lógica do parlamentarismo. O que não era realizável num organismo dominado pelo PSP. Depois da cisão, no Porto e em Lisboa, realizou-se um novo congresso, o Congresso Sindical e Cooperativista, que decidiu que:
"o operariado português deve, independentemente de quaisquer doutrinas filosóficas individuais, unir-se, agrupar-se constituindo no mais curto prazo de tempo possível as suas respectivas Associações de Classe ou sindicatos profissionais"

### O Congresso de 1911
A partir de então foi eleita uma Comissão Executiva (CE) para avançar com o projecto de organização da futura Confederação Geral do Trabalho. Estes anos foram marcados pela generalização do movimento das greves e uma acção combativa por parte dos militantes sindicalistas. Devido aos acontecimentos políticos, 5 de Outubro, e às ondas de greves, como a greve da CP e a dos conserveiros de Setúbal, o novo Congresso foi sucessivamente adiado até 1911. Nesse Congresso, que tinha como Secretário Geral Jorge Coutinho, foi decidido que se deviam estabelecer greves o mais curtas possíveis, a intensificação da propaganda anti-militarista, assim como:
"O Congresso entende que não é ainda ocasião de tratar da formação da CGT porque (...) ainda não se chegou a essa fase de organização no movimento operário português"

### Contexto Político
A União Operária Nacional surgiu numa época em que os sindicatos eram vistos, por parte dos governantes, como agentes da desordem. Essas ideias de desdém face ao sindicalismo ficaram marcadas no discurso de Afonso Costa (26 de Janeiro de 1913), o "racha-sindicalistas", intitulado "Socialismo e Catolicismo". Nesse discurso Afonso Costa, à data Presidente do Ministério, equacionava o sindicalismo a uma nova forma de reaccionarismo, tal como o era a igreja católica. A partir de então, começa a prender e a reprimir de forma mais violenta as actividades sindicalistas. Sendo o caso mais simbólico, para os sindicalistas da época, o encerramento da Casa Sindical de Lisboa e o encarceramento de uma centena de sindicalistas na prisão do Limoeiro, no forte de Elvas.

### As divisões internas
Apesar da aparente união entre sindicalistas contra o reformismo do PSP, os militantes envolveram-se em algumas polémicas. A mais famosa de todas foi a questão levantada em 1913, por parte de Emílio Costa, que criticou aqueles que defendem a ideia de que o sindicalismo é uma doutrina finalista, ou uma base de organização social. Em resposta, Manuel Ribeiro e Carlos Rates, criticam a posição anarquista e afirmam que o sindicalismo se basta a si próprio. Nesta questão entraram também Clemente Vieira dos Santos e Neno Vasco. Segundo Manuel Joaquim de Sousa, a discussão acabou "amigavelmente, mas da qual se conclui pela negativa a premissa de Sorel".

## O 1º Congresso (1914)
Num primeiro momento, o primeiro Congresso Nacional é convocado para Janeiro de 1914, por parte da Federação Operária de Lisboa (ligada ao PSP). A razão para essa data resulta da prisão de vários líderes sindicalistas revolucionários, opostos ao controlo sindical por parte do PSP. Contudo, a estratégia dos reformistas falha, devido a várias greves na CP que obrigam a adiar o Congresso. Pouco tempo depois, com a eleição de Bernardino Machado, para o Governo, os militantes anarquistas e sindicalistas revolucionários são libertados da prisão, passando a estar aptos a participar no Congresso.
No Congresso encontram-se sindicalistas de várias tendências, desde reformistas (sociais-democratas) a anarquistas-comunistas. A primeira discussão passa pelo direito de voto dos delegados. Os revolucionários rejeitam o direito ao voto de delegados que não são trabalhadores assalariados nem sindicados, por isso, esses delegados passaram a ter apenas voto consultivo. Tendo sido superada esta questão os delegados voltaram-se para a constituição da União Operária Nacional.
A ordem de trabalhos fixada pelos organizadores do congresso era a seguinte:
1. Projecto de bases de organização da União Operária Nacional;
2. Elementos para a reforma da lei de 9 de Maio de 1891 (lei que regulava as organizações sindicais);
3. Dados para a fundação do Instituto do Trabalho Nacional;
4. Reforma dos Tribunais de Árbitros Avindores.

Nestas acesas discussões venceu a facção sindicalista revolucionária, que iria dirigir a organização sindical até à extinção da CGT em 1927. Essa marca sindicalista-revolucionária era visível nos seus estatutos:

#### Artigo 2.º
"A União Operária Nacional não pertence a nenhuma escola política, doutrinária ou religiosa, não podendo tomar parte colectivamente, em eleições, manifestações religiosas ou partidárias."

#### Artigo 7.º
"Cada movimento aderente conserva integralmente a autonomia, no que respeita ao seu funcionamento especial."
Ficou também decidido neste Congresso a divisão da UON em duas secções, Norte e Sul.
A comissão revisora do Congresso foi composta por Alexandre Vieira, Manuel António de Matos, Joaquim Leite Vinheiros, Raul da Conceição Cardoso, Eduardo da Silva Freitas, José Gomes e Mário Nogueira.

## O 2º Congresso (1917)
Como refere Alexandre Vieira e Manuel Joaquim de Sousa, as decisões tomadas no 1º Congresso não terão agradado aos militantes mais revolucionários. Além disso, os três delegados eleitos para a Comissão Administrativa não mostraram grande interesse pela tarefa publicando apenas 2 números do seu órgão "União Operária".
Só em 1917, com o 2º Congresso, é que foi possível estreitar relações entre as duas secções, Norte e Sul, e aprofundar o trabalho reivindicativo. O Congresso juntou em Lisboa 4 Federações de Indústria, 2 Uniões de Sindicatos, 105 sindicatos e 6 secções de sindicatos do Sul. No Porto, no salão Apolo Terrasse, nos dias 6 e 7 de Junho, reuniram-se 71 sindicatos, 6 Federações corporativas e 4 Federações de ofícios vários.
Neste Congresso foram discutidas e aprovadas 3 teses no Sul, "Sobre a Organização Operária" de Alexandre Vieira, "Carestia da Vida" de António Pinto Quartim e "A organização perante as condições da paz" de Manuel da Conceição Afonso.
Segundo Manuel Joaquim de Sousa, a UON saiu destas reuniões com a sua acção vigorada tendo aumentado o seu prestígio e força de combate que iriam levar À fundação da Confederação Geral do Trabalho.
A nova comissão administrativa, eleita no Congresso, distribuiu os cargos da seguinte forma:
Secretário-Geral - Evaristo Esteves.
Adjuntos - Manuel C. Afonso e Eduardo da Silva Freitas.
Arquivista: Alexandre Vieira
Tesoureiro: Joaquim de Sousa.
Vogais: Alfredo Lopes, Delfim Pinheiro, Francisco Aparício e Matos Machado.